# Fraglia Vela Malcesine
La Fraglia Vela Malcesine, sigla FVM, è una società velica dilettantistica con sede a Malcesine sulla sponda veneta del Lago di Garda.

## Storia
Fondata il 3 ottobre 1947, la Fraglia Vela Malcesine organizza la sua prima manifestazione nell'agosto del 1948 con la prima regata sociale.